# Víctor Galíndez
Víctor Emilio Galíndez Torre (ur. 2 listopada 1948 w Vedia w prowincji Buenos Aires, zm. 26 października 1980 w Veinticinco de Mayo) – argentyński bokser, zawodowy mistrz świata kategorii półciężkiej.

## Kariera amatorska
Zdobył srebrny medal w wadze lekkośredniej (do 71 kg) podczas igrzysk panamerykańskich w 1967 w Winnipeg, przegrywając w finale z Rolando Garbeyem z Kuby. Wziął udział w igrzyskach olimpijskich w 1968 w Meksyku w tej samej kategorii wagowej, ale przegrał pierwszą walkę.

## Kariera zawodowa
Rozpoczął karierę boksera zawodowego w 1969. Startował w wadze półciężkiej. W 1970 spróbował zdobyć tytuł zawodowego mistrza Argentyny w tej kategorii wagowej, ale pokonał go dotychczasowy mistrz Avenamar Peralta. Wkrótce potem Galíndez pokonał go w walce towarzyskiej. W sumie ci pięściarze walczyli ze sobą sześć razy, odnosząc po trzy zwycięstwa. Innymi zawodnikami, z którymi Galíndez często się mierzył w pierwszych latach kariery, byli Juan Aguillar (9 walk, 4 zwycięstwa, 2 porażki, 2 remisy i 1 walka no contest) i Jorge Ahumada (5 walk, 4 wygrane i 1 porażka). W lipcu 1972 Galíndez został zawodowym mistrzem Argentyny w wadze półciężkiej, po wygranej z Aguillarem. Utrzymał ten tytuł aż do zdobycia mistrzostwa świata.
Po wycofaniu się Boba Fostera World Boxing Association wyznaczyła do walki o wakujący tytuł mistrza świata Galíndeza i Lena Hutchinsa. 7 grudnia 1974 w Buenos Aires Galíndez wygrał przez techniczny nokaut w 13. rundzie. W obronie tytułu pokonał kolejno: Pierre’a Fourie (7 kwietnia 1975 w Johannesburgu na punkty), Jorge Ahumadę (30 czerwca 1975 w Nowym Jorku na punkty), ponownie Fourie (13 września 1975 w Johannesburgu na punkty), Haralda Skoga (28 marca 1976 w Oslo przez nokaut w 3. rundzie), Richiego Katesa (22 maja 1976 w Johannesburgu przez KO w 15. rundzie), Kosie Smitha (5 października 1976 w Johannesburgu na punkty), ponownie Katesa (18 czerwca 1977 w Rzymie na punkty), Yaqui Lópeza (17 września 1977 w Rzymie na punkty), Eddiego Gregory'ego (20 listopada 1977 w Turynie na punkty) i ponownie Lópeza (6 maja 1978 w Viareggio na punkty).
Kolejna obrona pasa mistrzowskiego była dla Galíndeza nieudana, ponieważ Mike Rossman pokonał go przez techniczny nokaut w 13. rundzie 15 września 1978 w Nowym Orleanie. W walce rewanżowej 14 kwietnia 1979 w Nowym Orleanie Galíndez pokonał Rossmana przez poddanie w 9. rundzie i odzyskał tytuł. Stracił go jednak w następnej walce po porażce przez nokaut w 11. rundzie z Marvinem Johnsonem 30 listopada tego roku, również w Nowym Orleanie.
14 czerwca 1980 w Anaheim Galíndez przegrał z Jesse Burnettem na punkty. Była to jego ostatnia walka, ponieważ musiał zakończyć karierę pięściarską z powodu odwarstwienia siatkówki.

## Tragiczna śmierć
Po zakończeniu kariery bokserskiej Galíndez poświęcił się swojej pasji, którą były wyścigi samochodowe. 26 października 1980 wystartował w swym pierwszym wyścigu w formule Turismo Carretera, wraz z Antonio Lizeviche. Gdy silnik w ich samochodzie uległ awarii, wysiedli z niego w boksie serwisowym. Wówczas zostali uderzeni przez inny samochód, którego kierowca stracił panowanie nad pojazdem i zginęli na miejscu.
Víctor Galíndez został wybrany w 2002 do Międzynarodowej Bokserskiej Galerii Sławy.